# Свански език
Сванският език (самоназвание: ლუშნუ ნინ; на грузински: სვანური ენა) е картвелски език, говорен в северозападните части на Грузия (Сванетия и Абхазия) основно от сваните. Говорещите свански наброяват между 15 и 30 хиляди души. Езикът е оценен като „определено застрашен език“ от ЮНЕСКО. Езикът представлява интерес за лингвистите, тъй като е запазил много архаични особености, които са били загубени в другите картвелски езици.

## Описание
Сванският се дели на 4 диалекта с фонетични, морфологични и лексикални различия: горнобалски, долнобалски, лашхки и лентехски. Както всички езици от картвелското семейство, сванският има голям брой съгласни, но има повече гласни (18) от грузинския. Езикът има сложна морфология с много архаични черти. Глаголите имат: лице, число, време, наклонение, аспект, залог и версия. Сванският е безписмен език, но за улеснение се използва грузинската писменост, а понякога и латиница.

## Разпространение
Сванският е майчин език на не повече от 30 000 души, населяващи планинските райони на Сванетия, по поречията на реките Енгури, Цхенисцкали и Кодори. Говори се и в Кодорската долина в североизточните части на Абхазия. Въпреки че е трудно да се определи броя на сваните, живеещи там, оценено е, че в долината живеят около 2500 свани.
Езикът се използва в неформалната комуникация и няма официален статут. С разпръсването на сваните по света, езикът постепенно замира.